# Carcelia paluma
Carcelia paluma är en tvåvingeart som beskrevs av Cantrell 1985. Carcelia paluma ingår i släktet Carcelia och familjen parasitflugor. Inga underarter finns listade i Catalogue of Life.